# Evil Empire (албум)
Evil Empire је други студијски албум америчког рок бенда Rage Against the Machine. Издао га је Epic Records 16. априла 1996. године. Име албума се односи на појам који су почетком 1980-их користили председник САД Роналд Реган и многи амерички конзервативци за описивање Совјетског Савеза.
Evil Empire је дебитовао на 1. месту топ-листе Billboard 200, а песма Tire Me освојила је 1996. Награду Греми за најбољу метал изведбу; Bulls on Parade и People of the Sun такође су номиновани за Гремија за најбољу хард рок изведбу. Албуму је 24. маја 2000. Америчко удружење дискографских кућа (RIAA) доделило троструки платинасти сертификат.

## Награде
- 1996: Греми награда — најбоља метал изведба (Tire Me)